# Никулин, Фёдор Андреевич
Фёдор Андреевич Никулин (9 февраля 1925, Широковский сельсовет, Уральская область — 7 ноября 1954, центральная усадьба совхоза «Уралец», Курганская область) — участник Великой Отечественной войны, полный кавалер орденом Славы, сержант. После войны работал бригадиром полеводческой бригады, комбайнером.

## Биография
Фёдор Андреевич Никулин родился 9 февраля 1925 года на выселке Ярково (образован в 1924 году) Широковского сельсовета Далматовского района Шадринского округа Уральской области, ныне выселок не существует, его территория находится в Далматовский муниципальном округе Курганской области.
Окончил 4 класса. Работал трактористом в колхозе «Заветы Ильича».
В 1943 году ушел добровольцем в Рабоче-крестьянскую Красную Армию. Боевое крещение принял в боях за освобождение Белоруссии в составе 93-го отдельного мотоциклетного батальона 11-го танкового корпуса.
28 июля 1944 года в бою в районе города Радзинь-Подляска расчет, в котором орудийным номером противотанковой батареи 93-го отдельного мотоциклетного батальона 11-го танкового корпуса 1-го Белорусского фронта был беспартийный рядовой Никулин, сжег три танка противника и два подбил. Приказом от 15 августа 1944 года он был награждён орденом Славы 3-й степени.
24 января 1945 года в бою у населенного пункта Шримм (Польша) расчёт комсомольца Ф.А. Никулина захватил в плен 14 вражеских солдат и 2 офицеров. Пленные сообщили важные сведения о расположении вражеской обороны. Приказом от 8 марта 1945 года рядовой Никулин был награждён орденом Славы 2-й степени.
15 апреля 1945 года, действуя в составе разведгруппы, у города Зеелов под огнём противника добыл ценные сведения о его обороне. 18 апреля при отражении контратаки в районе населенного пункта Вульков (нем. Wulkow (Neuhardenberg)) в рукопашной схватке с врагом уничтожил 6 противников. Последние выстрелы сделал на улицах Берлина при штурме здания имперской канцелярии.
Указом Президиума Верховного Совета СССР от 31 мая 1945 года за образцовое выполнение заданий командования в боях с немецко-вражескими захватчиками рядовой Никулин был награждён орденом Славы 1-й степени, и стал полным кавалером ордена Славы.
В 1946 году демобилизован в звании сержанта. Вернулся на родину. Жил в центральной усадьбе совхоза «Уралец» Далматовского района (с 9 декабря 1963 года — село Уральцевское). Работал бригадиром полеводческой бригады, комбайнером.
Фёдор Андреевич Никулин умер 7 ноября 1954 года в центральной усадьбе совхоза «Уралец» Ошурковского сельсовета Далматовского района Курганской области, ныне село Уральцевское входит в Далматовский муниципальный округ той же области. Похоронен в деревне Ошурково, ныне Далматовского муниципального округа Курганской области.

## Награды
- Орден Славы I степени № 567, 31 мая 1945 года[3][4][5]
- Орден Славы II степени № 15865, 8 марта 1945 года[6]
- Орден Славы III степени № 129187, 15 августа 1944 года[7]
- Медаль «За взятие Берлина»
- Медаль «За освобождение Варшавы»

## Память
- 1 мая 2015 года по инициативе редакции районной газеты «Далматовский вестник» на Аллее Героев (заложена 9 мая 1984 года) в городском парке города Далматово были посажены березки. У каждой березки установлена табличка-обелиск с именем Героя. Среди них Ф.А. Никулин[8].
- В 2019—2020 годах по инициативе депутата Курганской областной Думы Федора Ярославцева на Аллее Героев в городском парке города Далматово установлены 14 бюстов Героев. Бюсты героев были вылеплены из глины шадринским скульптором Александром Сергеевичем Галяминских. А отлиты на средства спонсоров — предпринимателей и организаций района. Среди них бюст Ф.А. Никулина. Открытие было приурочено к 75-летию Победы 9 мая 2020 года[9].